# 衛矛矢盾介殼蟲
衛矛矢盾介殼蟲（学名：Unaspis aei）为盾介殼蟲科矢盾介殼蟲屬下的一个种。